# Stictoptera bakeri
Stictoptera bakeri är en fjärilsart som beskrevs av Louis Beethoven Prout 1924. Stictoptera bakeri ingår i släktet Stictoptera och familjen nattflyn. Inga underarter finns listade i Catalogue of Life.